# Victoria Longley
Victoria Constance Mary Longley (24 de setembro de 1960 - 29 de agosto de 2010) foi um atriz australiana. Ela trabalhou extensivamente na televisão.